# 간에이 대기근
간에이 대기근(일본어: 寛永の大飢饉)은 에도 시대 초기의 1640년부터 1643년에 걸쳐 일어난 기근이다. 에도 초기에는 게이초에서 겐나 연간에도 종종 흉작으로 기근이 발생했었지만, 그 중에서도 최대의 기근이었다. 시마바라의 난과 함께 에도 막부의 농정 전환에도 영향을 미쳤다.

## 개요
간에이 19년(1642년) 전후에 최대 규모였지만, 그 이전부터 징후가 존재하고 있었다. 시마바라의 난이 융합한 간에이 15년경에는 규슈에서 발생한 우역이 서일본으로 확대되어, 가축의 떼죽음을 가져왔다. 간에이 17년(1640년) 6월에 홋카이도 고마가다케 산이 분화되었고, 낙진의 영향으로 무쓰국 쓰가루 지방 등에서 흉작이 지속되었다.
다음 해인 간에이 18년(1641년)에 들어가면서, 초여름에는 수도권, 주코쿠 지방, 시코쿠 지방에서 한발에 의한 가뭄이 일어난 반면, 가을에는 폭우가 내렸고, 호쿠리쿠에서는 장마, 냉풍 등 피해가 잇따랐다. 그 외에도 호우, 홍수, 가뭄, 서리, 병해가 발생하는 등 전국적으로 기상이변이 속출하고 있었다. 동일본에서는 태평양 쪽에서 동해 피해가 크게 발생했고, 이것은 이후 덴포 대기근과 비슷한 양상이었다. 당시에도 막부는 간에이 통보(寛永通宝)를 발행하여 화폐의 통일을 도모하고 있었다. 그러나 과잉 주조로 시장에 유출된 것 이외에 흉작에 의한 물가 상승으로 돈의 가치가 급락하자 같은 해 12월에는 주조를 전면 중단해야 했다. 동시에 공정 시세로 간에이 통보의 구입과 동서 간의 교통의 유지를 위해 도카이도 등의 역참 마을 지원에 나서고 있었다. 흉작은 또한 다음 해 19년(1642년)도 이어져 백성의 도산과 인신매매 등 기근의 영향이 표면화되기 시작하면서, 막부는 대책에 착수했다. 같은 해 5월, 바쿠후 도쿠가와 이에미쓰는 여러 다이묘에게 영지에 부임하여 기아 대책을 하도록 지시하고, 다음 6월에는 국가에 대해 검약과 벼농사 이탈을 방지하기 위해 담배의 재배 금지나 양도의 금지, 주조 통제(신규 주조 및 소재지의 주조 금지 그리고 도시와 가도 주변의 반감), 잡곡을 사용하는 우동 · 절맥 · 국수 · 만두 · 남만 과자 · 메밀국수의 제조, 판매 금지, 구제소의 설치 등 구체적인 기근 대책을 지시하는 교지를 냈다. 이것은 기독교 금지와 더불어 막부가 전국의 영민에 직접 내린 법령으로 주목 받고 있다. 또한 이러한 정책은 이후에도 막부의 기근 대책의 기본 방침으로 정해지게 된다. 또한 이 때, 후다이 다이묘를 기근 대책을 위해, 영지로 귀국시킨 것이 계기가 되어, 후다이 다이묘도 참근교대가 부과되었다.
간에이 19년 말부터 이듬해 20년(1643년)에 걸쳐 아사자가 증가하고, 에도를 시작으로 삼도의 인구 유동이 발생했다. 막부나 여러 번은 굶주리는 사람들의 신원을 파악하고, 신원이 확인된 사람은 각 번의 대관에게 인도했다. 또한 쌀 부족과 쌀값 상승에 대응하기 위해 다이묘의 품삯 쌀을 에도로 돌려보냈다. 3월에는 논밭의 영구 매매 금지령을 내렸다.
대기근의 배경에는 1630년대부터 1640년대의 동아시아 규모의 기상 이변 외에도 에도 시대 초기의 무사 계급의 빈곤, 참근교대, 대규모 토목공사, 장군의 상경과 일광사참(日光社参) 등과 같이, 무단 정치를 추진하기 위해 막부와 번의 많은 지출, 연공미를 교환할 시장의 미비 등 다양한 요인을 들 수 있다.
막부는 사무라이의 몰락을 교만과 사치에 의한 것으로 파악하고, ‘무가제법도’ 등으로 절약을 지시했다. 예를 들어, 1635년의 무가제법도 개정으로 막부는 참근교대를 1년 교대로 하도록 의무화하고 있었지만, 다른 한편으로 참근교대에 다른 비용을 지우지 않도록 호소하고 있었다. 무사의 곤궁은 백성에 대한 새로운 수탈을 불렀고, 이것이 대기근의 기초가 되었다고 말한다.
시마바라의 난에서 간에이 대기근, 낭인의 불만을 배경으로 도쿠가와 이에쓰나를 대체하기 위해 일어난 막부 토벌 계획이었던 게이안의 변(慶安の変) 등을 계기로 막부는 무단 정치의 한계를 알게 되었다. 그리고 막부 정치는 백성무육(百姓撫育, 백성 성립이라고도 한다. 즉 백성이 전란과 기근에서 해방되어 안정된 생활을 영위하는 상황 설정)을 추진하였고, 여러 다이묘에게 부과했던 대규모 공사는 격감시켰고, 참근교대로 대체되었다. 또한 제번도 늦게나마 번정 개혁에 나섰다.

## 같이 보기
- 에도 4대 기근